# Рама Варма XV
Сер Шрі Рама Варма XV (1852—1932) — правитель Кочійського царства від 1895 до 1914 року.

## Правління
Був ерудованим знавцем санскриту й англійської мови. Здобув високу репутацію як всередині країни, так і поза її межами. Якось лорд Керзон зауважив, що він у жодному з індійських регіонів не зустрічав такої прогресивної адміністрації, як у Кочі. Рама Варма реформував податкову систему, запровадив залізничне сполучення у країні.
1914 року Рама Варма зрікся престолу. Дехто з істориків вважає, що це сталось через суперечності з британською владою, інші — через поганий стан здоров'я.